# Tuyến Janghang
Tuyến Janghang (Tiếng Hàn: 장항선, Hanja: 長項線) là tuyến đường sắt do Tổng công ty Đường sắt Hàn Quốc điều hành, bắt đầu tại Ga Cheonan ở Cheonan-si, Chungcheongnam-do, đi qua bờ biển phía tây và kết thúc tại Ga Iksan ở Iksan-si, Jeollabuk-do. Từ ga Cheonan đến ga Sinchang, Tàu điện ngầm vùng thủ đô Seoul tuyến 1 chạy song song

## Thông tin lộ trình
- Chiều dài: 152,8 km
- Số tuyến: 308
- Tổ chức điều hành: Tổng công ty Đường sắt Hàn Quốc
- Khổ: 1.435 mm (khổ tiêu chuẩn)
- Lối đi: giao thông bên trái
- Số nhà ga: 29
- Đoạn đường đôi: Cheonan ~ Hongseong, Daeya ~ Trạm tín hiệu Mokcheon
- Đoạn điện khí hóa: Cheonan ~ Hongseong, Daeya ~ Iksan
- Thiết bị bảo mật: ATS

## Lịch sử
Nó được xây dựng như một tuyến đường sắt tư nhân bởi Chosun Gyeongnam Railway Co., Ltd. Tên ban đầu là Tuyến Chungnam và đoạn đầu tiên được mở vào thời điểm đó là từ Ga Cheonan đến Ga Onyang Oncheon. Năm 1931, đoạn từ Ga Nampo đến Ga Pangyo được khai trương và tất cả các đoạn đều hoạt động bình thường. Tuy nhiên, ngay cả sau khi được quốc hữu hóa vào năm 1946, đường đua vẫn không được cải thiện. Vào ngày 25 tháng 11 năm 1991, tàu Saemaeul bắt đầu hoạt động từ Ga Seoul đến Ga Janghang. Cho đến cuối năm 2008, Tuyến Janghang, là tuyến không có đường ray đơn trong tất cả các đoạn, có hướng tuyến rất kém, thường xuyên bị chậm trễ và thời gian thực hiện kéo dài đã được coi là một vấn đề. Trong điều kiện đó, nó đã không thể đáp ứng tốt nhu cầu ngày càng tăng và gây ra những khó khăn đáng kể cho việc chạy tàu.
Vào ngày 15 tháng 5 năm 2000, một tuyến đường sắt đôi từ Ga Cheonan đến Ga Sinchang và một tuyến đường không có đường ray đơn từ Ga Sinchang đến Ga Daeya đã được nâng cấp. Phần Cheonan-Onyangocheon được hoàn thành vào ngày 30 tháng 3 năm 2007, phần Onyangocheon-Sinchang vào ngày 15 tháng 12 năm 2008, phần Sinchang-Sinryewon và Jupo-Nampo vào ngày 21 tháng 12 năm 2007, phần Sinryewon-Hwayang và Ganchi-Sinjanghang vào ngày 28 tháng 11 năm 2008 và phần Hwayang-Sinseong vào năm 2008 .Vào ngày 1 tháng 12 năm 2007, đoạn Cảng Sinjang - Daeya đã được đi thẳng và khai trương vào ngày 28 tháng 12 năm 2007, và hầu hết các vấn đề về dịch vụ đã được cải thiện. Kết quả của việc xây dựng này là Tuyến Janghang và Tuyến Gunsan, vốn bị ngắt kết nối bởi sông Geumgang, đã được kết nối và vận hành trực tiếp. Từ ngày 1 tháng 1 năm 2008, một số chuyến tàu Mugunghwa trên Tuyến Janghang khởi hành từ Ga Yongsan và đi qua Janghang sẽ chạy đến Ga Seodaejeon. Hệ thống này hoạt động vào ngày 9 tháng 12 năm 2016. Kể từ đó, nhà ga đầu cuối được đổi thành Ga Iksan.
Đoạn mở rộng 19,5 km của Tàu điện ngầm vùng thủ đô Seoul tuyến 1, kết nối Ga Cheonan với Ga Sinchang qua Ga Onyangoncheon, cũng được khai trương cùng với việc hoàn thành dự án điện khí hóa đường đôi cho đoạn này. Do đi thẳng, 12 ga đã bị đóng cửa, đây là ga nhiều thứ hai sau Tuyến Gyeongbuk (17 bao gồm cả Tuyến Gyeongbuk trước đây) với 14 ga đã đóng cửa .
Hiện tại, công việc nắn thẳng đang được tiến hành ở những đoạn còn lại chưa được cải thiện nhằm mục đích cải thiện tốc độ biểu đạt của tất cả các đoạn của Tuyến Janghang và kết nối thông suốt với Tuyến Seohae. Việc xây dựng đoạn Sinseong - Jupo và đoạn Nampo - Ganchi bắt đầu vào tháng 4 năm 2015 và khi các đoạn này hoàn thành, Ga Gwangcheon và Ga Ungcheon sẽ được chuyển đến vùng ngoại ô của thị trấn. Ngoài ra, vào năm 2020, có thông báo rằng đoạn Iksan - Daeya sẽ được xây dựng theo đường đôi và một tuyến đường sắt dẫn đến Khu liên hợp Công nghiệp Quốc gia Gunjang bắt đầu từ Ga Daeya. Khi dự án này hoàn thành, Tuyến Samgak nối Ga Dongiksan trên Tuyến Janghang và Tuyến Jeolla sẽ được thành lập mới và Ga Daeya sẽ được di chuyển. Mặt khác, Thành phố Asan cũng đang xem xét việc thành lập Ga Tangjeong (P173) và Ga Punggi (P175) trên Tuyến Janghang và năm 2018 Ga Tangjeong bắt đầu xây dựng.
Kể từ năm 2020, đã có thông báo rằng dự án điện khí hóa đường đôi cho các đoạn Sinchang - Jupo và Ganchi - Daya của Tuyến Janghang đã bắt đầu và đang được xây dựng, và việc điện khí hóa đường đôi của đoạn tương ứng sẽ được hoàn thành vào thời điểm Tuyến Seohae mở cửa.

## Dịch vụ

### Vận hành
- Vận hành ITX-Saemaeul, Mugunghwa-ho: Ga Yongsan - Kết nối trực tiếp với Tuyến Gyeongbu - Ga Cheonan - Ga Iksan
- Vận hành Tàu điện ngầm vùng thủ đô Seoul tuyến 1: Ga đại học Kwangwoon, Ga Cheongnyangni ← Kết nối trực tiếp với Tuyến Gyeongbu ← Ga Cheonan - Ga Sinchang

Từ năm 2008 đến năm 2016, một chuyến tàu Mugunghwa khứ hồi đã mở rộng tuyến giữa Ga Yongsan và Ga Seodaejeon, nhưng hiện tại tất cả các chuyến tàu đều chạy giữa Ga Yongsan và Ga Iksan.

### Tàu điện ngầm vùng thủ đô Seoul tuyến 1
Vào ngày 15 tháng 12 năm 2008, việc điện khí hóa tuyến đường đôi Tuyến Janghang giữa Ga Cheonan và Ga Sinchang đã hoàn thành và khai trương.

## Bản đồ tuyến
|  |

|  |

|  |  |  |

|  |

|  |

|  |  |  |

|  |  |  |

|  |  |  |

|  |  |  |

|  |  |  |

|  |  |  |

|  |  |  |

|  |

|  |  |  |

|  |  |  |

|  |  |  |

|  |  |  |

|  |  |  |

|  |  |  |

|  |  |  |

|  |  |  |

|  |  |  |

|  |

|  |

|  |

|  |  |  |

|  |  |  |

|  |  |  |

|  |  |  |

|  |  |  |

|  |  |  |

|  |  |  |

|  |

|  |

|  |  |  |

|  |  |  |

|  |  |  |

|  |  |  |

|  |

|  |

|  |

|  |

|  |

|  |

|  |

|  |

|  |

|  |

|  |  |  |

|  |  |  |

|  |  |  |

|  |  |  |

|  |  |  |

|  |  |  |

|  |

|  |  |  |

|  |  |  |

|  |  |  |

|  |  |  |

|  |  |  |

|  |  |  |

|  |  |  |

|  |  |  |

| 99.7  |
| 101.1 |

|  |  |  |

|  |  |  |

|  |  |  |

|  |  |  |

|  |  |  |

|  |  |  |

|  |  |  |

|  |  |  |

|  |  |  |

|  |  |  |

|  |  |  |

|  |  |  |

|  |  |  |

|  |  |  |

|  |  |  |

|  |  |  |

|  |  |  |

|  |  |  |

|  |  |  |

|  |  |  |

|  |  |  |

|  |

|  |

| 124.3 |
| 126.0 |

|  |  |  |

|  |  |  |

|  |  |  |

|  |  |  |

|  |  |  |

|  |  |  |

|  |  |  |

|  |  |  |

|  |  |  |

|  |  |  |

|  |  |  |

|  |  |  |

|  |  |  |

|  |  |  |

|  |  |  |

|  |  |  |

|  |  |  |

|  |  |  |

|  |  |  |

|  |  |  |

|  |  |  |

|  |  |  |

|  |

|  |

|  |  |  |

|  |

|  |

|  |  |  |

|  |  |  |

|  |  |  |

|  |  |  |

|  |  |  |

|  |  |  |

|  |  |  |

|  |

|  |  |  |

|  |  |  |

|  |  |  |

|  |  |  |

|  |  |  |

|  |  |  |

|  |  |  |

|  |  |  |

|  |  |  |

|  |

|  |

|  |

|  |  |  |

|  |  |  |

|  |  |  |

|  |  |  |

|  |  |  |

|  |  |  |

|  |  |  |

|  |

|  |

|  |  |  |

|  |  |  |

|  |  |  |

|  |  |  |

|  |

|  |

|  |

|  |

|  |

|  |

|  |

|  |

|  |

|  |

|  |  |  |

|  |  |  |

|  |  |  |

|  |  |  |

|  |  |  |

|  |  |  |

|  |

|  |  |  |

|  |  |  |

|  |  |  |

|  |  |  |

|  |  |  |

|  |  |  |

|  |  |  |

|  |  |  |

| 99.7  |
| 101.1 |

|  |  |  |

|  |  |  |

|  |  |  |

|  |  |  |

|  |  |  |

|  |  |  |

|  |  |  |

|  |  |  |

|  |  |  |

|  |  |  |

|  |  |  |

|  |  |  |

|  |  |  |

|  |  |  |

|  |  |  |

|  |  |  |

|  |  |  |

|  |  |  |

|  |  |  |

|  |  |  |

|  |  |  |

|  |

|  |

| 124.3 |
| 126.0 |

|  |  |  |

|  |  |  |

|  |  |  |

|  |  |  |

|  |  |  |

|  |  |  |

|  |  |  |

|  |  |  |

|  |  |  |

|  |  |  |

|  |  |  |

|  |  |  |

|  |  |  |

|  |  |  |

|  |  |  |

|  |  |  |

|  |  |  |

|  |  |  |

|  |  |  |

|  |  |  |

|  |  |  |

|  |  |  |

## Ga
- G: G-Train
- I: ITX-Saemaeul
- M: Mugunghwa-ho
- Tuyến 1: Tàu điện ngầm vùng thủ đô Seoul tuyến 1
- ●: Tất cả các chuyến tàu dừng, ▲: Một số chuyến tàu dừng, ｜: Không dừng.

| Tên ga                                | Tên ga         | Tên ga         | G  | I  | M  | Tuyến 1          | Khoảng cách | Tổng khoảng cách | Chuyển tuyến                                     | Vị trí            | Vị trí        | Ghi chú                                |
| Tiếng Anh                             | Hangul         | Hanja          | G  | I  | M  | Tuyến 1          | Khoảng cách | Tổng khoảng cách | Chuyển tuyến                                     | Vị trí            | Vị trí        | Ghi chú                                |
| ------------------------------------- | -------------- | -------------- | -- | -- | -- | ---------------- | ----------- | ---------------- | ------------------------------------------------ | ----------------- | ------------- | -------------------------------------- |
| Cheonan                               | 천안           | 天安           | ｜ | ●  | ●  | ●                | 0.0         | 0.0              | Tuyến Gyeongbu                                   | Chungcheongnam-do | Cheonan-si    |                                        |
| Bongmyeong                            | 봉명           | 鳳鳴           | ｜ | ｜ | ｜ | ●                | 1.3         | 1.3              |                                                  | Chungcheongnam-do | Cheonan-si    |                                        |
| Ssangyong (Đại học Nazarene Hàn Quốc) | 쌍용(나사렛대) | 雙龍(나사렛大) | ｜ | ｜ | ｜ | ●                | 1.6         | 2.9              |                                                  | Chungcheongnam-do | Cheonan-si    |                                        |
| Asan (Đại học Sunmun)                 | 아산 (선문대)  | 牙山           | ●  | ●  | ●  | ●                | 1.6         | 4.5              | Đường sắt cao tốc Gyeongbu (Ga Cheonan-Asan)     | Chungcheongnam-do | Asan-si       | Xử lý chuyển tuyến với Ga Cheonan-Asan |
| Tangjeong                             | 탕정           | 湯井           | ｜ | ｜ | ｜ | ●                | 1.8         | 6.3              |                                                  | Chungcheongnam-do | Asan-si       |                                        |
| Baebang                               | 배방           | 排芳           | ｜ | ｜ | ｜ | ●                | 3.1         | 9.4              |                                                  | Chungcheongnam-do | Asan-si       |                                        |
| Onyangoncheon                         | 온양온천       | 溫陽溫泉       | ●  | ●  | ●  | ●                | 4.9         | 14.3             |                                                  | Chungcheongnam-do | Asan-si       |                                        |
| Sinchang (Đại học Soonchunhyang)      | 신창(순천향대) | 新昌(順天鄕大) | ｜ | ｜ | ｜ | ●                | 5.1         | 19.4             |                                                  | Chungcheongnam-do | Asan-si       |                                        |
| Dogooncheon                           | 도고온천       | 道高溫泉       | ｜ | ｜ | ▲  | Không có dịch vụ | 5.8         | 25.2             |                                                  | Chungcheongnam-do | Asan-si       | Tàu chở khách không dừng               |
| Sillyewon                             | 신례원         | 新禮院         | ｜ | ▲  | ●  | Không có dịch vụ | 4.5         | 29.7             |                                                  | Chungcheongnam-do | Yesan-gun     |                                        |
| Yesan                                 | 예산           | 禮山           | ●  | ●  | ●  | Không có dịch vụ | 5.0         | 34.7             |                                                  | Chungcheongnam-do | Yesan-gun     |                                        |
| Sapgyo                                | 삽교           | 揷橋           | ｜ | ▲  | ▲  | Không có dịch vụ | 7.8         | 42.5             |                                                  | Chungcheongnam-do | Yesan-gun     |                                        |
| Hwayang                               | 화양           | 華陽           | ｜ | ｜ | ｜ | Không có dịch vụ | 6.7         | 49.5             |                                                  | Chungcheongnam-do | Hongseong-gun |                                        |
| Hongseong                             | 홍성           | 洪城           | ●  | ●  | ●  | Không có dịch vụ | 5.3         | 54.5             |                                                  | Chungcheongnam-do | Hongseong-gun |                                        |
| Sinseong                              | 신성           | 新城           | ｜ | ｜ | ｜ | Không có dịch vụ | 4.1         | 58.6             |                                                  | Chungcheongnam-do | Hongseong-gun |                                        |
| Gwangcheon                            | 광천           | 廣川           | ●  | ●  | ●  | Không có dịch vụ | 8.6         | 67.2             |                                                  | Chungcheongnam-do | Hongseong-gun |                                        |
| Wonjuk                                | 원죽           | 元竹           | ｜ | ｜ | ｜ | Không có dịch vụ | 4.1         | 71.3             |                                                  | Chungcheongnam-do | Boryeong-si   |                                        |
| Cheongso                              | 청소           | 靑所           | ｜ | ｜ | ▲  | Không có dịch vụ | 3.7         | 75.0             |                                                  | Chungcheongnam-do | Boryeong-si   |                                        |
| Jupo                                  | 주포           | 周浦           | ｜ | ｜ | ｜ | Không có dịch vụ | 4.3         | 79.3             |                                                  | Chungcheongnam-do | Boryeong-si   |                                        |
| Daecheon                              | 대천           | 大川           | ●  | ●  | ●  | Không có dịch vụ | 8.3         | 87.6             |                                                  | Chungcheongnam-do | Boryeong-si   |                                        |
| Nampo                                 | 남포           | 藍浦           | ｜ | ｜ | ｜ | Không có dịch vụ | 3.1         | 90.7             |                                                  | Chungcheongnam-do | Boryeong-si   | Tàu chở khách không dừng               |
| Ungcheon                              | 웅천           | 熊川           | ｜ | ●  | ●  | Không có dịch vụ | 9.0         | 99.7             |                                                  | Chungcheongnam-do | Boryeong-si   |                                        |
| Pangyo                                | 판교           | 艮峙           | ｜ | ｜ | ●  | Không có dịch vụ | 11.2        | 110.9            |                                                  | Chungcheongnam-do | Seocheon-gun  |                                        |
| Seocheon                              | 서천           | 板橋           | ｜ | ●  | ●  | Không có dịch vụ | 8.6         | 119.5            |                                                  | Chungcheongnam-do | Seocheon-gun  |                                        |
| Janghang                              | 장항           | 舒川           | ●  | ●  | ●  | Không có dịch vụ | 4.8         | 124.3            |                                                  | Chungcheongnam-do | Seocheon-gun  |                                        |
| Gunsan                                | 군산           | 長項           | ●  | ●  | ●  | Không có dịch vụ | 7.0         | 131.3            |                                                  | Jeollabuk-do      | Gunsan-si     |                                        |
| (Tách tuyến hàng hóa Gunsan)          |                |                |    |    |    | Không có dịch vụ | 7.2         | 138.5            |                                                  | Jeollabuk-do      | Gunsan-si     |                                        |
| Daeya                                 | 대야           | 群山           | ｜ | ｜ | ▲  | Không có dịch vụ | 2.6         | 141.1            |                                                  | Jeollabuk-do      | Gunsan-si     |                                        |
| Mokcheon                              | 목천           |                | ｜ | ｜ | ｜ | Không có dịch vụ | 9.4         | 150.5            | Tuyến tam giác Iksan                             | Jeollabuk-do      | Iksan-si      | Trạm tín hiệu                          |
| Iksan                                 | 익산           | 大野           | ●  | ●  | ●  | Không có dịch vụ | 2.3         | 152.8            | Đường sắt cao tốc Honam Tuyến Honam Tuyến Jeolla | Jeollabuk-do      | Iksan-si      |                                        |

- Kể từ ngày 13 tháng 8 năm 2020.[5]